# NGC 1158
NGC 1158 је спирална галаксија у сазвежђу Еридан која се налази на NGC листи објеката дубоког неба.
Деклинација објекта је - 14° 23' 42" а ректасцензија 2h 57m 11,4s. Привидна величина (магнитуда) објекта NGC 1158 износи 14,8 а фотографска магнитуда 15,8. NGC 1158 је још познат и под ознакама MCG -3-8-49, NPM1G -14.0147, PGC 11157.